# Suddiesjávrrie
Suddiesjávrrie (äldre stavning: Suddesjaure) är en sjö i Arvidsjaurs kommun i Lappland och ingår i Piteälvens huvudavrinningsområde. Sjön har en area på 3,18 kvadratkilometer och ligger 337 meter över havet. Suddiesjávrrie ligger i Piteälven Natura 2000-område. Sjön avvattnas av vattendraget Harrejaurbäcken.

## Delavrinningsområde
Suddiesjávrrie ingår i det delavrinningsområde (731533-165095) som SMHI kallar för Utloppet av Suddesjaure. Medelhöjden är 424 meter över havet och ytan är 43,57 kvadratkilometer. Räknas de 4 avrinningsområdena uppströms in blir den ackumulerade arean 100,94 kvadratkilometer. Harrejaurbäcken som avvattnar avrinningsområdet har biflödesordning 3, vilket innebär att vattnet flödar genom totalt 3 vattendrag innan det når havet efter 166 kilometer. Avrinningsområdet består mestadels av skog (83 procent). Avrinningsområdet har 3,22 kvadratkilometer vattenytor vilket ger det en sjöprocent på 7,4 procent.